# Анџо
Анџо (јап. 安城市) град је у Јапану у префектури Аичи. Према попису становништва из 2005. у граду је живело 170.250 становника.

## Становништво
Према подацима са пописа, у граду је 2005. године живело 170.250 становника.
| 1995.   | 2000.   | 2005.   |
| ------- | ------- | ------- |
| 149.464 | 158.824 | 170.250 |